# Termoeletricidade

Representação esquemática de um circuito elétrico em que se observa o efeito Seebeck.

A termoeletricidade, ou termeletricidade, estuda fenômenos de transformação direta de energia térmica (gradiente de temperatura) em energia elétrica, a exemplo do efeito Peltier, do efeito Seebeck e do efeito Thomson. É utilizada, por exemplo, como fonte de energia em satélites artificiais.